# سوسان فيسر
سوسان فيسر (بالهولندية: Susan Visser)‏ (و. 1965 – م) هي ممثلة، وممثلة تلفزيونية، من مملكة هولندا، ولدت في روتردام.

## وصلات خارجية
- سوسان فيسر على موقع IMDb (الإنجليزية)
- سوسان فيسر على موقع قاعدة بيانات الأفلام العربية
- سوسان فيسر على موقع ألو سيني (الفرنسية)
- سوسان فيسر على موقع تيرنر كلاسيك موفيز (الإنجليزية)
- سوسان فيسر على موقع أول موفي (الإنجليزية)
- سوسان فيسر على موقع قاعدة بيانات الفيلم (الإنجليزية)
- سوسان فيسر على موقع كينوبويسك (الروسية)